# Пятка

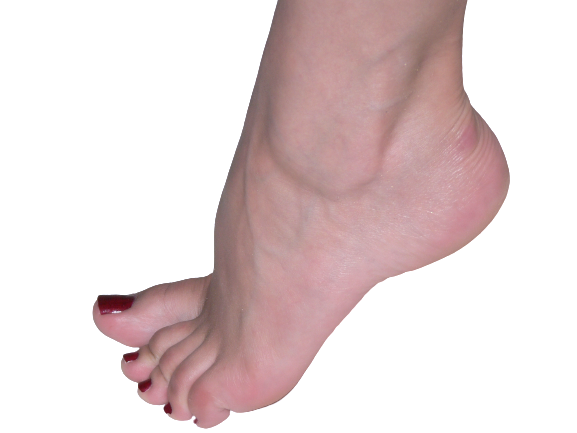
Пятка

Пя́тка или пята́ — выпуклая часть тела на задней стороне ступни. Состоит из пяточной кости (Calcaneus), расположенных на ней жировых тканей и кожи. От пятки отходит ахиллово сухожилие (Tendo calcaneus), по обе стороны которого кожа образует небольшие впадины.

## Пятка человеческой ноги
Из-за прямохождения пятка человека имеет гораздо более важную функцию, чем быть просто рычагом для ахиллова сухожилия, поэтому её форма весьма специфическая. Хождение человека возможно благодаря координации пятки и передней части ступни. Середина пятки является продолжением оси голени и в зависимости от походки отклоняется наружу или внутрь.
Группа учёных из институтов, занимающихся исследованиями в области спорта в Нидерландах и ЮАР, установила, что от длины пятки зависят стайерские качества спортсмена — чем пятка короче, тем более экономично она потребляет энергию во время бега.